# アルス・スンド橋

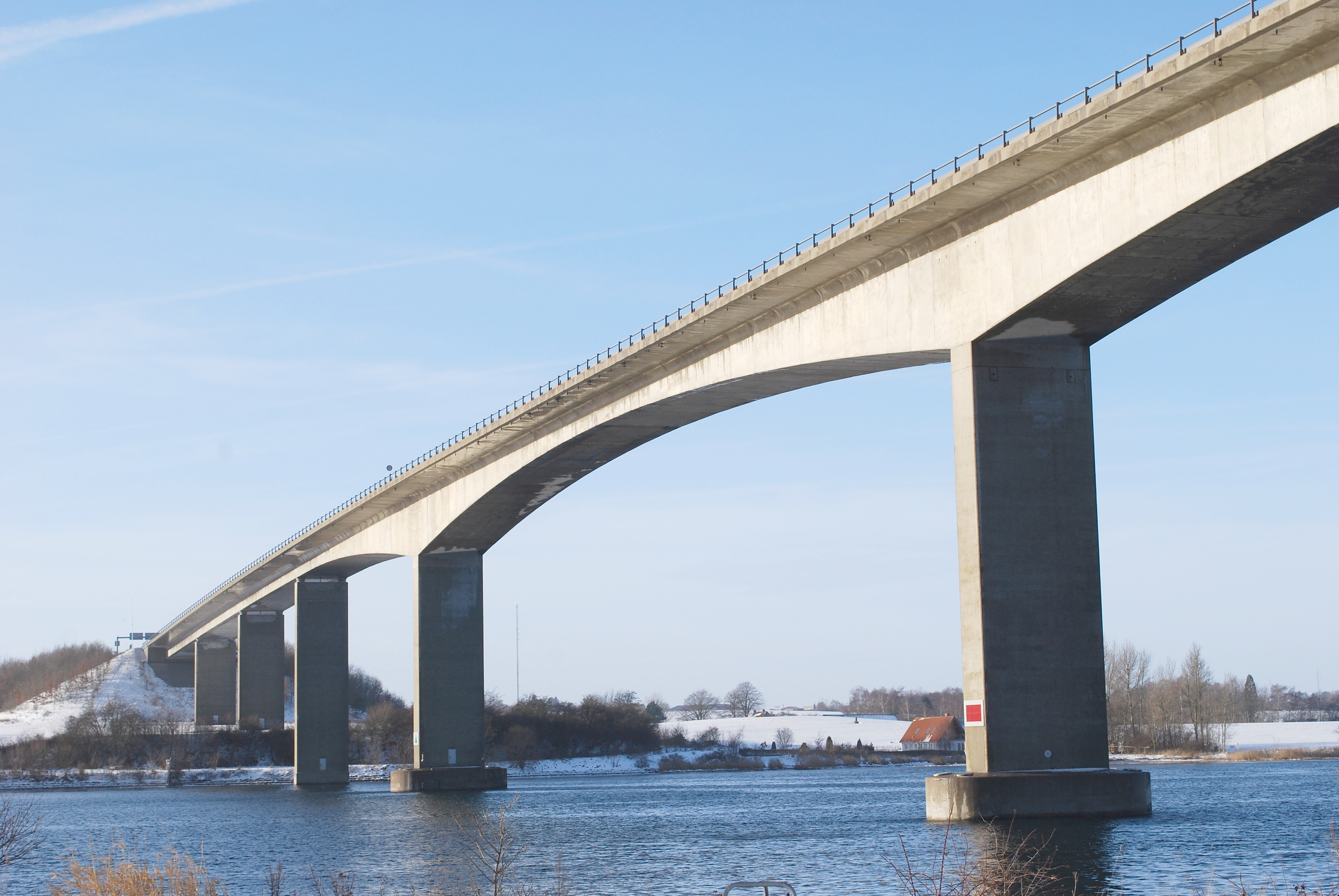
アルス・スンド橋

アルス・スンド橋(Alssundbroen)は、デンマークにある橋。アルス・スンド海峡にかかるユトランド半島とアルス島を結ぶ橋であり、片側2車線の道路橋である。1981年10月19日に完成した。高さ33m、全長は662m。2012年からはスナボー高速道路(Sønderborgmotorvejen)の一部となっている。